# Astylosternus
Astylosternus is een geslacht van kikkers uit de familie Arthroleptidae (vroeger: echte kikkers). De groep werd voor het eerst wetenschappelijk beschreven door Franz Werner in 1898.
Er zijn 13 soorten, inclusief de pas in 2012 wetenschappelijk beschreven soort Astylosternus laticephalus. Alle soorten leven in Afrika, in Sierra Leone, de Centraal-Afrikaanse Republiek en Congo-Kinshasa.

## Soorten
Geslacht Astylosternus
- Soort Astylosternus batesi (Boulenger, 1900)
- Soort Astylosternus diadematus Werner, 1898
- Soort Astylosternus fallax Amiet, 1978
- Soort Astylosternus laticephalus Rödel, Hillers, Leaché, Kouamé, Ofori-Boateng, Diaz & Sandberger, 2012
- Soort Astylosternus laurenti Amiet, 1978
- Soort Astylosternus montanus Amiet, 1978
- Soort Astylosternus nganhanus Amiet, 1978
- Soort Astylosternus occidentalis Parker, 1931
- Soort Astylosternus perreti Amiet, 1978
- Soort Astylosternus ranoides Amiet, 1978
- Soort Astylosternus rheophilus Amiet, 1978
- Soort Astylosternus robustus (Boulenger, 1900)
- Soort Astylosternus schioetzi Amiet, 1978